# Phumosia tillae
Phumosia tillae este o specie de muște din genul Phumosia, familia Calliphoridae, descrisă de Zumpt în anul 1953. Conform Catalogue of Life specia Phumosia tillae nu are subspecii cunoscute.